# Anthidium amurense
Anthidium amurense är en biart som beskrevs av Oktawiusz Radoszkowski 1876.
Anthidium amurense ingår i släktet ullbin och familjen buksamlarbin. Inga underarter finns listade i Catalogue of Life.